# Judith Stacey
Judith Stacey   (1943) és una sociòloga estatunidenca, professora emèrita d'Anàlisi Social, Cultural i Sociologia de la Universitat de Nova York. Les seues àrees d'estudi inclouen el gènere, la família, la sexualitat, la teoria feminista i queer, a més de l'etnografia. El seu treball Unhitched explora les configuracions familiars que es desvien del concepte occidental de matrimoni, cosa que inclou les famílies polígames d'Àfrica del Sud, el poble Mosuo del sud-oest de la Xina, la intimitat i la paternitat entre homes homosexuals de Los Angeles (EUA). Ha publicat diversos treballs. És potser més coneguda pel seu estudi, coescrit amb Timothy Biblarz, (How) Does the Sexual Orientation of Parents Matter. Dins Stacey fa veure que els nens amb pares gais "estan ben amoblats, amb bons nivells d'autoestima i amb el mateix nivell d'educació que els nens criats en famílies heretoseuxals" [trd.].

## Biografia
Stacey rep el seu títol a la Universitat de Michigan l'any 1964. També estudia un màster d'història de l'art a la Universitat d'Illinois l'any 1968. L'any 1979 treu el seu doctorat en sociologia a la Universitat de Brandeis.
L'any 1971 funda el programa d'estudis sobre dones al Richmond College, hui College of Staten Island (Universitat de Nova York). Entre l'any 1979 i 1997 treballa com a professora de sociologia a la Universitat de Califòrnia del Sud abans de traslladar-se a Nova York l'any 2003.
És escriptora habitual a The New York Times i The Nation.

## Contribucions

### La desaparició de la família patrimonial
Durant els anys 1980 l'extrema dreta estatunidenca inicia una campanya virulenta amb el suport del govern per a incentivar la formació de famílies nuclears tradicionals. Les famílies monoparentals o reconstruïdes eren acusades de maleducar els nens. La progenitura seria propícia a la delinqüència per la manca d'estabilitat que provocaria l'absència del pare o de la mare. La família nuclear heteronormativa és presentada com el marc indispensable i únic per al bon desenvolupament dels infants.
A Brave New Families Judith Stacey "cerca entendre no únicament l'atractiu d'aquesta retòrica moralista i dogmàtica, sinó confrontar-la igualment a la realitat, a les pràctiques i als valors de les famílies" normatives descrites als "mitjans de comunicació" conservadors [trd.] (Stacey, 2016).
D'aquesta forma Judith Stacey revista els treballs relatius a la família del sociòleg Talcott Parsons. En conclou que el model de família tradicional a la societat occidental que inclou un pare i una mare amb un o dos fills és un model que no s'adiu a la realitat.
Estudia efectivament amb recerca quantitativa, qualitativa, comparativa i etnogràfica les famílies de la Silicon Valley. En treu que el model tradicional existix essencialment en llars afortunades. A partir dels anys 1970 la família es modifica degut a un entorn econòmic menys estable i força canviat. L'entrada de l'atur, de la pobresa, l'alliberament de la dona, l'accés a la contracepció, etc, fan que les famílies tendisquen a ser monoparentals o reconstruïdes. Aparixen famílies homosexuals que el model patriarcal, i repressiu segons Stacey, no havia contemplat.
Això és degut al fet que el rol econòmic de la família perd el seu pes i deixa lloc a altres priorietats com l'amor i l'esplai sexual. És a dir, la societat abandona el model de família patrimonial per a lliurar-se a una unió sentimental. Això allibera molt més la dona, habituada a ser la mestressa de casa i viure a l'ombra del seu home. Seria doncs la família patrimonial la qui generaria la família nuclear tradicional. Aquest tipus de família és inviable en la contemporaneïtat per la mobilitat exigida. La nova mena de famílies no construïria pas infanteses truncades o adults pertorbats, és simplement el fruït de les noves condicions del capital.

### La importància del gènere en l'educació
Als anys 2000 es posa en qüestió la validesa dels treballs elaborats sobre les famílies no normatives. Se'n qüestiona el mètode i mitjançant això s'emet la conclusió que els infants de famílies homoparentals presentarien desavantatges cognitius i emocionals a causa de l'absència d'un pare de diferent sexe. Degut a això, els futurs adults serien propicis a la delingqüència, a les addiccions, a la violència, al fracàs escolar o al suïcidi.
Judith Stacey inicia la seua pròpia línia de recerca per tal de contrastar aquestes conclusions amb la realitat. Amb una cerca qualitativa i quantitativa conclou que res d'aquestes afirmacions són certes. Les conclusions són extrapolacions abusives aplicades a famílies lèsbiques. Segons el treball realitzat per Judith Stacey, els infants educats en famílies homoparentals són igual de capacitats i centrats que les famílies heretoxeuals.

## Reconeixements i premis
Ha sigut premiada amb el Jessie Bernard de l'Associació Americana de Sociologia l'any 1985.

## Publicacions de Stacey

### Llibres
- Unhitched: Love, Marriage, and Family Values from West Hollywood to Western China (2011)
- In The Name Of The Family (1996)[9]
- Brave New Families (1990)
- Patriarchy and Socialist Revolution in China (1983)

### Articles
- Biblarz, Timothy J.; Stacey, Judith (2010). "How Does the Gender of Parents Matter?". Journal of Marriage and Family. 72 (1): 3–22. doi:10.1111/j.1741-3737.2009.00678.x. ISSN 1741-3737.
- Stacey, Judith. 1993. “Good Riddance to ‘The Family’: A Response to David Popenoe.” Journal of Marriage and Family 55 (3): 545–47.
- Stacey, Judith (1988). "Can there be a feminist ethnography?". Women's Studies International Forum. 11 (1): 21–27. 1988-01-01. doi:10.1016/0277-5395(88)90004-0. ISSN 0277-5395.
- Stacey, Judith; Thorne, Barrie (1985). “The Missing Feminist Revolution in Sociology.” Social Problems 32 (4): 301–16. doi:10.2307/800754.